# ヨシフ・エルモリエフ
ヨシフ・ニコライエヴィチ・エルモリエフ（ロシア語: Иосиф Николаевич Ермольев, 1889年3月24日 - 1962年2月20日）は、ロシア帝国（現ロシア）・フランスの映画プロデューサーである。アメリカ合衆国では、ジョゼフ・N・エルモリーフ（Joseph N. Ermolieff）として知られる。

## 人物・来歴
ロシア帝国（現ロシア）に生まれる。モスクワ大学法学部在学中の1907年、パテ兄弟社モスクワ支店に若年技術者として採用された。1年後には販売部門の責任者、3年後にはロシアにおける同社の最高経営責任者になっていた。1912年、ロストフ・ナ・ドヌで、サイレント映画製作の専門会社「エルモリエフ・サルヒン・セゲーリ商会」を創業した。

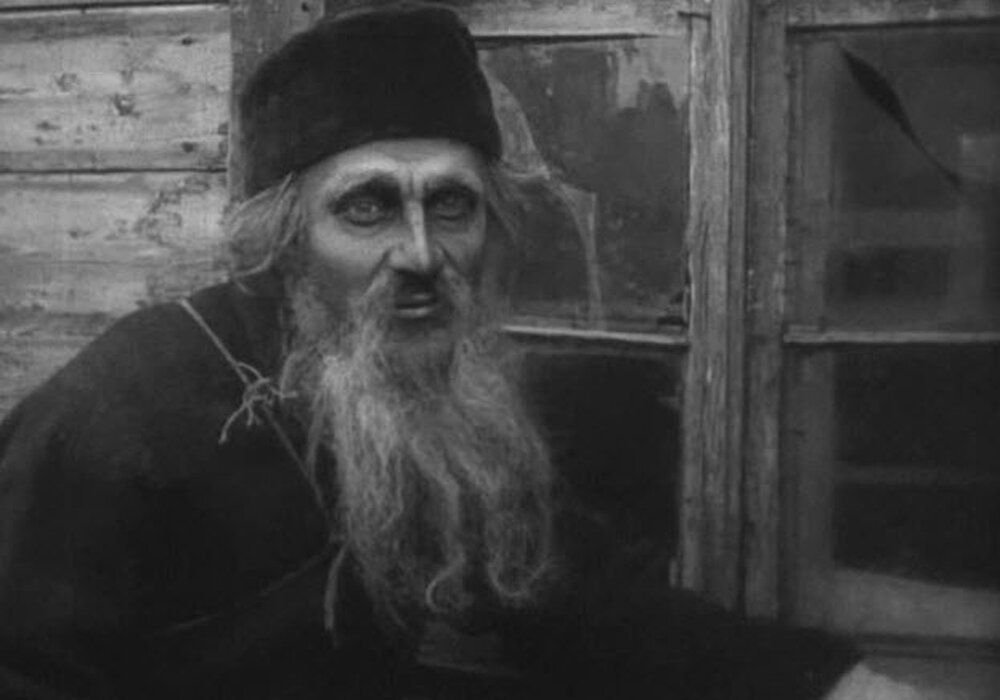
『ペェター・セルギー』（1917年）。

1915年、モスクワで、エルモリエフ商会を設立、120本以上の映画を製作した。1917年の十月革命後、クリミア半島に移った。同地域にはまだボリシェヴィキが支配しておらず、ヤルタに支社を設立した。
その後白軍は駆逐され、1919年8月令をもって、レーニンは、1920年2月15日、映画産業を国有化した。エルモリエフは、自社の俳優と技術者を連れてロシアを離れ、ギリシア籍の商船に乗り込み、コンスタンティノープル経由でフランスを目指した。
同年8月、パリ郊外のセーヌ＝サン＝ドニ県モントルイユにある古いパテ撮影所内に法人を設立した。同法人は「ソシエテ・エルモリエフ＝シネマ」と命名、当時の金額で100万フランを資本金のために調達し、そのうちの70％をエルモリエフ自身が出資した。以降2年間で40作以上の映画を製作し、1922年の秋、ドイツに移った。エルモリエフの仲間であるアレクサンドル・カメンカとノーエ・ブロッシュは「アルバトロス社」を設立、同社は1920年代末までに、フランス映画界に重要な役割を果たした。
エルモリエフは、同年から1928年までにドイツ映画を大量生産した。とくにミュンヘンでは、「エルモリエフ＝フィルムGmbkh」を設立している。やがてトーキーの時代が到来し、ドイツでもバイエルンでも、社会政治的問題が起き始めたことから、エルモリエフはフランスへ移った。
1929年以降、エルモリエフは、ジュール・ヴェルヌの小説『皇帝の密使』を原作に、6本の映画を製作、1936年には大ヒットを得た。レジオンドヌール勲章を受章した。
1937年、ハリウッド世界を見聞するためふたたびフランスを離れた。ユナイテッド・アーティスツで2作をプロデュース、3作目は、1943年にメキシコでロケーション撮影を敢行した。ミゲル・M・デルガド監督の『皇帝の密使』であった。
1962年2月20日、カリフォルニア州ロサンゼルスで、脳卒中により死去した。満72歳没。

## おもなフィルモグラフィ
特筆以外はすべてプロデュース作
- 『罪』 Грех : 監督ヤーコフ・プロタザノフ、 1916年
- 『スペードの女王』 Пиковая дама : 監督ヤーコフ・プロタザノフ、1916年
- Уголок : 監督チェスラフ・サビンスキー、 1916年
- 『ペェター・セルギー』 Отец Сергий : 監督ヤーコフ・プロタザノフ、1917年
- 『検察官』 Прокурор : 監督ヤーコフ・プロタザノフ、 1917年
- Еë жертва : 監督チェスラフ・サビンスキー、 1917年
- 『歓喜する悪魔』 Сатана ликующий : 監督ヤーコフ・プロタザノフ、1917年
- 『闇の力』 Власть тьмы : 監督チェスラフ・サビンスキー、 1918年

- Член парламента : 監督ヤーコフ・プロタザノフ、1920年
- 『愛のゴルゴタ』 Calvaire d'amour : 監督ヴィクトル・トゥールジャンスキー、 1923年
- 『隊長ブーリバ』 Taras Bulba : 監督ウラジミール・ストリジェフスキー、 1924年 - プロデューサー・監修
- Tiefen der Großstadt : 監督ウラジミール・ストリジェフスキー、 1924年
- 『ヴォルガ』 Wolga Wolga : 監督ヴィクトル・トゥールジャンスキー、 1928年
- 『皇女タラカノワ』 Tarakanova : 監督レイモン・ベルナール、 1930年 - 録音技師
- 『ミルトンの与太者』 La bande à Bouboule : 監督レオン・マト、 1931年 - 監修
- Das Mädel vom Montparnasse : 監督ハンス・シュヴァルツ、 1932年 - 製作主任
- Embrassez-moi : 監督レオン・マト、 1932年 - 助監督

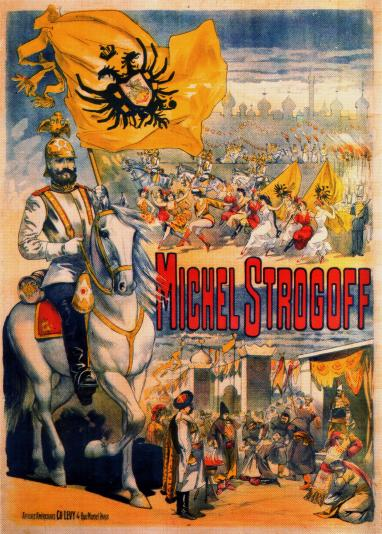
ジュール・ヴェルヌの小説『皇帝の密使』（1880年）。

- 『千二夜物語』 La mille et deuxième nuit : 監督アレクサンドル・ヴォルコフ、 1933年 - 脚本
- Nu comme un ver : 監督レオン・マト、 1933年
- 『謝肉祭の夜』 L'enfant du carnaval : 監督アレクサンドル・ヴォルコフ、 1934年
- 『皇帝の密使』 Michel Strogoff : 監督ジャック・ド・バロンセリ、1935年
- 『皇帝の密使』 Der Kurier des Zaren : 監督リヒャルト・アイヒベルク、 1936年
- 『皇帝の密使』 The Soldier and the Lady : 監督ジョージ・ニコルズ・ジュニア、 1937年 - アソシエイトプロデューサー
- 『真夜中から』 Ab Mitternacht : 監督カール・ホフマン、 1938年
- 『朝のない夜』 Nuits de princes : 監督ウラジミール・ストリジェフスキー、 1938年
- 『皇帝の密使』 Miguel Strogoff : 監督ミゲル・M・デルガド、 1944年 - プロデューサー・脚本
- 『モロッコ城塞』 Outpost in Morocco : 監督ロバート・フローリー、 1949年 - プロデューサー・脚本
- 『アルジェの要塞』 Fort Algiers : 監督レスリー・セランダー、 1953年

## 関連事項
- モントルイユ (セーヌ＝サン＝ドニ県) （fr:Montreuil (Seine-Saint-Denis)）